# 电台制作人

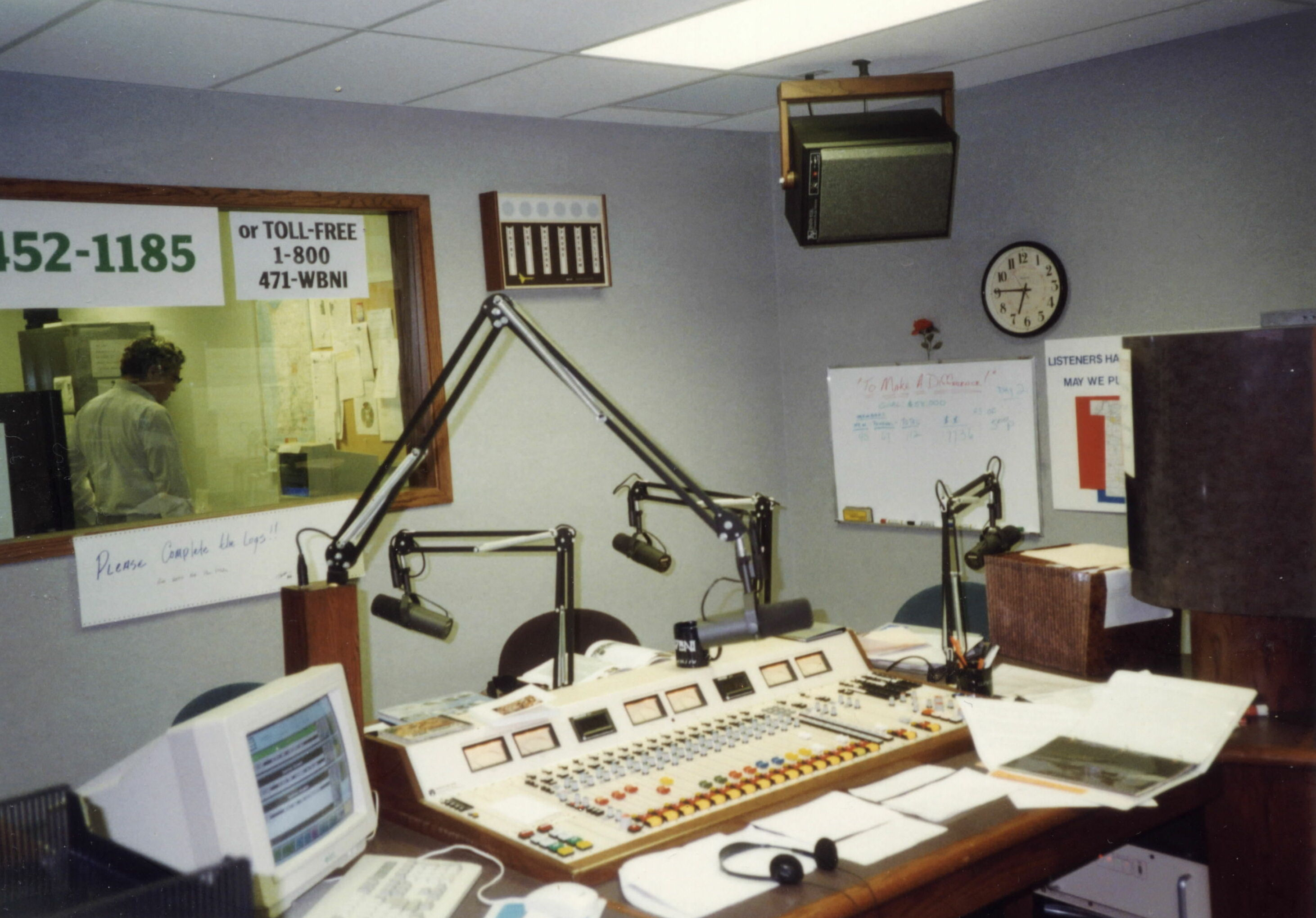
WBNI电台广播站的播音室。
电台制作人坐于图片右前方并操控调音台；
电台表演者坐于对面，利用话筒进行表演。

电台制作人（英語：Radio Producer）指的是监督电台节目制作的职位，该职位涵盖了几种具体的不同职位描述。
- 内容制作人（Content Producer），或称“执行制作人（Executive Producer）”，负责监督并策划广播节目或广播专题的制作。内容制作人还可以负责节目内的音乐编排；以及对谈话节目、竞赛节目的嘉宾及受访者的挑选；同时还要负责节目的时间安排及整体节目内容的设置。[1]

- 创意制作人（Creative Producer），或称“形象专员（Imaging Specialist）”、“形象制作人（Imaging Pproducer）”，负责为电台节目制作声音素材，例如节目里的声音片段（英语：Media clip）或宣传片花（指的是在同电台播出的用于宣传节目的电台广告（英语：Radio advertisement）及转场跳出（英语：Bumper (broadcasting)））等。需要注意的是，电台制作里的“形象”指的是品牌管理而非视觉材料。[2]

- 键盘操作员（Board Operator），或称“技术操作员（Technical Operator）”，主要负责对电台节目制作的相关技术设备的操作，例如：音量控制、录制（英语：Sound recording and reproduction）软件及调音设备等。这些制作人通常呆在一间单独的控制室内，控制室与录音室有一面隔音玻璃窗隔开，既确保可以视觉接触又不会出现噪音干扰。随着技术的进步，更安静的调控设备和指向灵敏性更好话筒的出现使得制作人员、操控人员与节目主持人及嘉宾可以共处一个房间而不会出现噪音干扰。

在大部分的电台广播站或联播网里，还会专门设置制作总监（Production Director）来监督上述职位。而同一制作人或制作团队往往可以为许多节目或许多电台服务。

## 延伸阅读
- Robert McLeish,  5th, Focal Press, 2005, ISBN 978-0-240-51972-2
- Michael C Keith, , Focal Press, 1990, ISBN 978-0-240-80017-2